# Gershausen (Kirchheim)

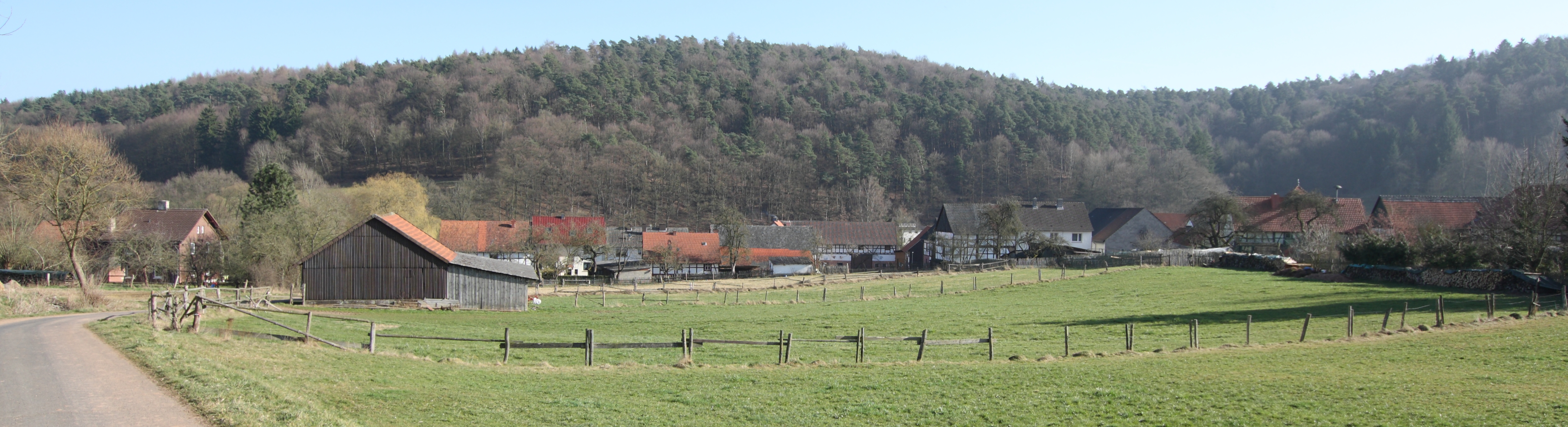
Blick vom Norden auf das Dorf

Gershausen ist ein Ortsteil der Gemeinde Kirchheim im osthessischen Landkreis Hersfeld-Rotenburg.

## Geographische Lage
Gershausen liegt etwa 1,5 km südwestlich des Kirchheimer Kernorts in den Südausläufern des Knüllgebirges. Durchflossen wird es vom Unterlauf der Ibra. Nördlich des Dorfes befindet sich am Ibra-Zufluss Sauerbach (auch Silbergraben genannt) der Gershäuser See.

## Geschichte

### Ortsgeschichte
Schon zwischen 1267 und 1340 gab es die Adeligen von Goßhusen. Die älteste bekannt urkundliche Erwähnung für den Ort ist für 1350 belegt. Weiter Erwähnungen erfolgten unter dem Ortsname Goshusen, Gurshusen, Gorshusen und ab 1505 Gershusen.
Das Dorf war am 22. August 1977 gegen 15.00 Uhr von einem Dammbruch der Staumauer des Ibrasees betroffen. Der Hochwasser-Stauinhalt von 500.000 m³ Wasser ergoss sich in einer bis zu drei Meter hohen Flutwelle durch das Tal.
Zum 1. Februar 1971 wurde die bis dahin selbständige Gemeinde Gershausen im Zuge der Gebietsreform in Hessen auf freiwilliger Basis in die Gemeinde Kirchheim eingegliedert. Für Gershausen, wie für alle bei der Gebietsreform nach Kirchheim eingegliederten Gemeinden sowie für die Kernsgemeinde, wurden Ortsbezirke mit Ortsbeirat und Ortsvorsteher nach der Hessischen Gemeindeordnung gebildet.

### Verwaltungsgeschichte im Überblick
Die folgende Liste zeigt die Staaten und Verwaltungseinheiten, denen Gershausen angehört(e):
- 1348: Heiliges Römisches Reich, Reichsabtei Hersfeld, Amt Niederaula
- ab 1378: Heiliges Römisches Reich, Landgrafschaft Hessen (1402–1458), Abtei Hersfeld, Amt Niederaula
- ab 1648: Heiliges Römisches Reich, Landgrafschaft Hessen-Kassel, Fürstentum Hersfeld, Amt Niederaula
- ab 1806: Landgrafschaft Hessen-Kassel, Fürstentum Hersfeld, Amt Niederaula
- 1807–1813: Königreich Westphalen, Departement der Werra, Distrikt Hersfeld, Kanton Niederaula
- ab 1815: Kurfürstentum Hessen, Fürstentum Hersfeld, Amt Niederaula[7]
- ab 1821/22: Kurfürstentum Hessen, Provinz Fulda, Kreis Hersfeld[8][Anm. 2]
- ab 1848: Kurfürstentum Hessen, Bezirk Hersfeld
- ab 1851: Kurfürstentum Hessen, Provinz Fulda, Kreis Hersfeld
- ab 1867: Königreich Preußen, Provinz Hessen-Nassau, Regierungsbezirk Kassel, Landkreis Fulda
- ab 1871: Deutsches Reich, Königreich Preußen, Provinz Hessen-Nassau, Regierungsbezirk Kassel, Kreis Hersfeld
- ab 1918: Deutsches Reich, Freistaat Preußen, Provinz Hessen-Nassau, Regierungsbezirk Kassel, Kreis Hersfeld
- ab 1944: Deutsches Reich, Freistaat Preußen, Provinz Kurhessen, Landkreis Hersfeld
- ab 1945: Deutsches Reich, Amerikanische Besatzungszone, Groß-Hessen, Regierungsbezirk Kassel, Landkreis Hersfeld
- ab 1946: Deutsches Reich, Amerikanische Besatzungszone, Hessen, Regierungsbezirk Kassel, Landkreis Hersfeld
- ab 1949: Bundesrepublik Deutschland, Hessen, Regierungsbezirk Kassel, Landkreis Hersfeld
- ab 1971: Bundesrepublik Deutschland, Hessen, Regierungsbezirk Kassel, Landkreis Hersfeld, Gemeinde Kirchheim
- ab 1972: Bundesrepublik Deutschland, Hessen, Regierungsbezirk Kassel, Landkreis Hersfeld-Rotenburg, Gemeinde Kirchheim

## Bevölkerung

### Einwohnerstruktur 2011
Nach den Erhebungen des Zensus 2011 lebten am Stichtag dem 9. Mai 2011 in Gershausen 330 Einwohner. Darunter waren 9 (2,7 %) Ausländer.
Nach dem Lebensalter waren 48 Einwohner unter 18 Jahren, 150 zwischen 18 und 49, 75 zwischen 50 und 64 und 57 Einwohner waren älter. Die Einwohner lebten in 141 Haushalten. Davon waren 36 Singlehaushalte, 39 Paare ohne Kinder und 51 Paare mit Kindern, sowie 15 Alleinerziehende und 3 Wohngemeinschaften. In 18 Haushalten lebten ausschließlich Senioren und in 99 Haushaltungen lebten keine Senioren.

### Einwohnerentwicklung
| Gershausen: Einwohnerzahlen von 1834 bis 2015 | Gershausen: Einwohnerzahlen von 1834 bis 2015 | Gershausen: Einwohnerzahlen von 1834 bis 2015 | Gershausen: Einwohnerzahlen von 1834 bis 2015 | Gershausen: Einwohnerzahlen von 1834 bis 2015 |
| --- | --------------------------------------------- | --------------------------------------------- | --------------------------------------------- | --------------------------------------------- |
| Jahr |                                               |                                               |                                               | Einwohner                                     |
| 1834 | 1834                                          |                                               | 166                                           | 166                                           |
| 1840 | 1840                                          |                                               | 164                                           | 164                                           |
| 1846 | 1846                                          |                                               | 192                                           | 192                                           |
| 1852 | 1852                                          |                                               | 192                                           | 192                                           |
| 1858 | 1858                                          |                                               | 184                                           | 184                                           |
| 1864 | 1864                                          |                                               | 190                                           | 190                                           |
| 1871 | 1871                                          |                                               | 182                                           | 182                                           |
| 1875 | 1875                                          |                                               | 177                                           | 177                                           |
| 1885 | 1885                                          |                                               | 163                                           | 163                                           |
| 1895 | 1895                                          |                                               | 169                                           | 169                                           |
| 1905 | 1905                                          |                                               | 197                                           | 197                                           |
| 1910 | 1910                                          |                                               | 187                                           | 187                                           |
| 1925 | 1925                                          |                                               | 190                                           | 190                                           |
| 1939 | 1939                                          |                                               | 184                                           | 184                                           |
| 1946 | 1946                                          |                                               | 288                                           | 288                                           |
| 1950 | 1950                                          |                                               | 287                                           | 287                                           |
| 1956 | 1956                                          |                                               | 226                                           | 226                                           |
| 1961 | 1961                                          |                                               | 199                                           | 199                                           |
| 1967 | 1967                                          |                                               | 223                                           | 223                                           |
| 1970 | 1970                                          |                                               | 237                                           | 237                                           |
| 1980 | 1980                                          |                                               | ?                                             | ?                                             |
| 1990 | 1990                                          |                                               | ?                                             | ?                                             |
| 2000 | 2000                                          |                                               | ?                                             | ?                                             |
| 2006 | 2006                                          |                                               | 312                                           | 312                                           |
| 2010 | 2010                                          |                                               | 329                                           | 329                                           |
| 2011 | 2011                                          |                                               | 330                                           | 330                                           |
| 2015 | 2015                                          |                                               | 336                                           | 336                                           |
| Datenquelle: Historisches Gemeindeverzeichnis für Hessen: Die Bevölkerung der Gemeinden 1834 bis 1967. Wiesbaden: Hessisches Statistisches Landesamt, 1968. Weitere Quellen: LAGIS; Zensus 2011 Ab 2006 Daten jeweils zum Stichtag 31. Dezember des jeweiligen Jahres ohne Nebenwohnsitze |                                               |                                               |                                               |                                               |

### Historische Religionszugehörigkeit
| • 1885: | 163 evangelische (= 100 %) Einwohner                               |
| • 1961: | 177 evangelische (= 88,94 %), 20 katholische (= 10,05 %) Einwohner |

## Politik
Für den Ortsteil Gershausen besteht ein Ortsbezirk (Gebiete der ehemaligen Gemeinde Gershausen) mit Ortsbeirat und Ortsvorsteher nach der Hessischen Gemeindeordnung. Der Ortsbeirat besteht aus sieben Mitgliedern. Nach den Kommunalwahlen in Hessen 2021 gesteht der Ortsbeirat aus sieben fraktionslosen Mitgliedern. Diese wählten Sandra Kamp zur Ortsvorsteherin.

## Sehenswürdigkeiten
Für die unter Denkmalschutz stehenden Kulturdenkmale des Ortes siehe die Liste der Kulturdenkmäler in Gershausen.

## Wirtschaft und Infrastruktur

### Verkehr
Durch Gershausen führt die Kreisstraße 32 (Reimboldshausen–Gershausen–Kirchheim), von der im Dorf die K 33 in Richtung Westen nach Allendorf abzweigt. Auf seinem Weg von Bad Hersfeld nach Kirchheim fährt der Bürgerbus montags bis freitags durch den Ort. Hier verkehrt auch das AST.

### Öffentliche Einrichtungen
Im Ort gibt es ein Dorfgemeinschaftshaus.

## Persönlichkeiten
- Wolfgang Nestler (* 1943), Künstler